# Tush
«Tush» (с англ. — «Задница») — шестой сингл американской блюз-рок группы ZZ Top, первый сингл группы, попавший в Top-20. Занимает 67-е место в списке VH-1 «100 величайших хард-рок песен». Входит в десятку ключевых для группы песен по мнению коллектива обозревателей журнала Rolling Stone.

## О песне
Сингл записывался в начале 1974 года в ходе работы над альбомом Fandango!. Название песни сленговое и обозначает женские ягодицы, рефрен песни: «Я прошу: „Боже, подкинь меня в центр/Я просто ищу какую-нибудь задницу“». Дасти Хилл сказал, что «Может это и немного слишком для некоторых…мы написали её во Флоренсе. Там было самое горячее шоу из тех, что у нас были. После обеда мы репетировали, нашли этот рифф и сразу стали его играть. Я пел в микрофон всё, что приходило в голову, и о чём я тогда думал?» Он же сказал, что это сленговое слово нью-йоркского происхождения и заимствовано в идиш. Оно сравнительно безобидное, означающее нечто шикарное, роскошное, люксовое, и находящееся при этом в задней части объекта. Так можно сказать не только про женщину, а например, про красивую корму автомобиля. Билли Гиббонс вспоминал, что "После обеда мы решили немного поиграть. Я взял рифф и Дейв Блейни, наш осветитель, начал махать рукой «Продолжайте!». Я наклонился к Дасти и сказал «Назовём это „Задница“. Просто у Роя Хеда, чья пластинка валялась рядом, на второй стороне был инструментал под названием „Свиная задница“. Нам хватило трёх минут, чтобы написать песню прямо там».
Вокал в песне принадлежит Дасти Хиллу. Песня — энергичный двенадцатитактовый блюз в тональности соль мажор, «куражистое хард-роковое буги», «накатывающийся горячей волной электрический блюзовый гитарный пульс c плотненько упакованным текстом, который не может быть более определённым».
Группа Motörhead в 1979 году выпустила сингл «No Class», гитарный рифф которой аналогичен риффу песни «Tush» и утверждается, что Лемми попросту украл его у ZZ Top. Кавер-версии записывали песни записывали Вульф Мэйл, Girl, Tygers of Pan Tang, Dumpy’s Rusty Nuts, Girlschool, Кенни Чесни, Джоан Джетт, а такие группы, например как Iron Maiden, Nazareth и Whitesnake включали песню в сет-лист своих концертов.
Сингл был выпущен в июле 1975 года и добрался до 20-й позиции в Billboard Hot 100. В 1980 году сингл был перевыпущен компанией Warner Brothers.

## Сторона «Б»
На стороне «Б» релиза находилась песня «Blue Jean Blues» (англ. Блюз голубых джинсов) с того же альбома, «печальный медленный блюз» с «феноменальной гитарой». Также был выпущен промосингл, на котором была песня «Tush» в стерео- и моно-вариантах. 

## Участники записи
- Билли Гиббонс — гитара, вокал
- Дасти Хилл — бас-гитара, вокал на «Tush»
- Фрэнк Бирд — ударные, перкуссия

Технический состав
- Билл Хэм — продюсер
- Терри Мэннинг — звукооператор

## Позиции в хит-парадах
| Хит-парад (1975)              | Позиция |
| ----------------------------- | ------- |
| США Billboard Hot 100         | 20      |
| США Cash Box Top 100          | 11      |
| Австралия ARIA Charts Top 100 | 87      |

| Год  | Хит-парад             | Позиция |
| ---- | --------------------- | ------- |
| 1975 | Канада (RPM Year-End) | 126     |